# Richard Lyon-Dalberg-Acton
 (décembre 2015).
Si vous disposez d'ouvrages ou d'articles de référence ou si vous connaissez des sites web de qualité traitant du thème abordé ici, merci de compléter l'article en donnant les références utiles à sa vérifiabilité et en les liant à la section « Notes et références ».
Richard Gerald Lyon-Dalberg-Acton (1941-2010), 4e baron Acton de Aldenham et baron Acton de Bridgnorth, est un homme politique britannique du parti travailliste.

## Vie privée et éducation
Il est le fils ainé de John Lyon-Dalberg-Acton (3e baron Acton) et de Daphnée Strutt, fille de Robert Strutt (4e baron Rayleigh). Il commence sa scolarité à St. George's College, Harare (en) puis à Trinity College (Oxford) où il a obtenu un Baccalauréat universitaire ès lettres en 1963 puis un Master of Arts (Oxbridge)

## Carrière
Il est d'abord directeur de Coutts (en) avant d'être admis à l'Inner Temple en tant que juriste en 1976 et pour quatre ans. Puis il prend le poste de Senior Law Officer au Ministère de la Justice, des affaires juridiques et parlementaires de Zimbabwe (en) de 1981 à 1985.
À la mort de son père le 23 janvier 1989, il devient le 4e Baron Acton et le 11e baronnet Acton of Aldenham. Au passage de la loi House of Lords Act en 1999, qu'il soutient, il perd son siège à la Chambre des lords. Le 17 avril 2000, il devient pair à vie comme baron Acton de Bridgnorth et lui permet de revenir à la Chambre des lords.
Lord Acton siège notamment au Constitution Committee (en).

## Vie privée
Lord Acton s'est marié à Hilary Cookson en 1965. Il devient veuf en 1973. De ce mariage, il a son unique fils, John Lyon-Dalberg-Acton, 5e baron Acton (en). Il épouse Judith Todd (en), la fille de Sir Garfield Todd, ancien premier ministre Rhodésien. Il divorce en 1984.
En 1988, Lord Acton épouse sa troisième épouse, Patricia Nassif, professeur à l'University of Iowa College of Law (en) à Iowa City, Iowa. Il partage son temps entre Londres et Cedar Rapids, Iowa. Le couple reste marié jusqu'à sa mort.